# Pod Vinicí
Pod Vinicí je část obce Žiželice v okrese Kolín zahrnující novou výstavbu nalézající se v katastrálním území Loukonosy u silnice vedoucí z Žiželic do Převýšova. Vznikla ke dni 1. 7. 2010. V roce 2011 měla 0 obyvatel a nacházelo se v ní 0 domů. V roce 2016 se zde nacházelo 21 domů.
V části Pod Vinicí je pouze jediná pojmenovaná ulice, nesoucí název rovněž Pod Vinicí. Ta je jedinou pojmenovanou ulicí v obci Žiželice mimo jádrovou část Žiželice, v ostatních připojených částech ulice pojmenovány nejsou, a to ani v Končicích, které s Žiželicemi urbanisticky splývají do jednoho celku. 